# Gesamtschule Solms
Die Gesamtschule Solms (Eigenschreibweise: IGS Solms) ist eine integrierte Gesamtschule mit Ganztagsangebot in Solms.

## Geschichte
Die Gesamtschule Solms wurde im Jahr 1972 gegründet. Im Jahr 2004 wurde der Förderverein Gesamtschule Solms e.V. mit dem Zweck, die Schulausstattung zu verbessern, gegründet. Im Laufe der Jahre wurde das Schulgebäude immer wieder erweitert. So erfolgte unter anderem ab 2016 eine groß angelegte Sanierung sowie die Erweiterung um einen Neubau. Mit Abschluss der Sanierungs- und Neubauarbeiten begann im Jahr 2021 die vollständige Modernisierung der Turnhalle.

## Lage
Die Gesamtschule Solms befindet sich im Stadtteil Burgsolms. Das Einzugsgebiet der Schule umfasst unter anderem auch den benachbarten Ort Braunfels.
Im Gebäude der Gesamtschule Solms ist auch die Grundschule Solms untergebracht.

## Schulkonzept
Zum Schuljahr 2021/22 wurde das Differenzierungskonzept der Gesamtschule Solms geändert. In der 5. und 6. Jahrgangsstufe erfolgt die Unterrichtung in festen Lerngruppen. Es erfolgt jedoch bereits in diesen Stufen eine innere Differenzierung, bei der beispielsweise auf das Lernniveau des Schülers angepasste Unterrichtsmaterialien verwendet werden. Ab der Jahrgangsstufe 7 erfolgt in den Fächern Mathematik und Englisch eine Kursdifferenzierung in die unterschiedlichen Anspruchsniveaus A, B und C, die jeweils einem Gymnasial-, Realschul- und Hauptschulniveau entsprechen sollen. Dieselbe Differenzierung wird ab Jahrgangsstufe 8 auch im Fach Deutsch angewandt.
In den naturwissenschaftlichen Fächern Biologie, Chemie und Physik erfolgt eine Differenzierung ab dem 9. Schuljahr, weiterhin nach dem alten Konzept in E- und G-Kurse (Erweiterungs- und Grundkurse).
Schüler können zwischen Französisch, Latein und Spanisch als zweite Fremdsprache wählen. Französisch wird hierbei in A- und B-Kurse differenziert, während Latein und Spanisch ausschließlich auf A-Niveau (Gymnasialniveau) unterrichtet werden.

## Partnerschaften
Die Schule führt seit 2009 eine enge Austauschpartnerschaft mit der Verona Area High School in Verona, Wisconsin. Im Rahmen regelmäßiger, mehrwöchiger Austauschprogramme ist es den Schülern möglich, Austauschpartner der jeweils anderen Schule zu besuchen.

## Leitbild
Wie nahezu jede Schule in Hessen hat auch die Gesamtschule Solms ein Leitbild:

„Wir sind eine innovative Teamschule, die die Rahmenbedingungen dafür schafft, alle Kinder bestmöglich auf ihrem Weg zu ihrem persönlichen Ziel zu begleiten und zu unterstützen.
Unsere Jahrgangsteams begleiten die Schülerinnen und Schüler mit Freude und Engagement von der 5. bis zur 10. Klasse. So entwickeln sich starke leistungsfähige Klassengemeinschaften und enge Beziehungen, die auch im Unterricht tragen. Dies befähigt unsere Schülerinnen und Schüler anspruchsvolle Ziele zu erreichen. Hierbei spielt unsere moderne Zeitstruktur mit der Lernzeit zu Beginn eines jeden Schultages eine zentrale Rolle.
An unserer Schule können alle Schülerinnen und Schüler den für sie besten Abschluss oder Übergang in die gymnasiale Oberstufe erreichen. Dies ermöglichen wir unter anderem, indem wir Bildungswege lange offenhalten.“

## Persönlichkeiten
- Max Sprenger (* 2000), Autor[10]